# Delachaux et Niestlé
 (juillet 2025).
Cet article possède un paronyme, voir Nestle.
 (avril 2022).
Si vous disposez d'ouvrages ou d'articles de référence ou si vous connaissez des sites web de qualité traitant du thème abordé ici, merci de compléter l'article en donnant les références utiles à sa vérifiabilité et en les liant à la section « Notes et références ».
Delachaux et Niestlé est une maison d'édition naturaliste d'origine suisse appartenant au groupe Média Participations.

## Histoire
La maison Delachaux et Niestlé a été fondée en 1882 à Neuchâtel en Suisse par le maître imprimeur Adolphe Niestlé et les frères Eugène et Paul Delachaux. Une maison Delachaux exista néanmoins dès 1861 à travers le libraire Samuel Delachaux, premier éditeur du canton de Neuchâtel, qui s'associa à son frère en 1871 avant de se retirer en 1876.
En 1912, Paul Delachaux meurt et son fils Arthur (1874-1963) prend la suite jusqu'en 1944. Sous sa direction, les éditions Delachaux et Niestlé collaborent avec Adolphe Niestlé, puis avec son fils Robert Niestlé. L'année 1919 a lieu l'ouverture d'une agence à Paris, au 26, rue Saint-Dominique, qui sera transférée en 1937 au 32, rue de Grenelle.
En 1944, la direction de l’entreprise est confiée à une nouvelle génération : l'imprimerie et la reliure à Adolphe Niestlé, la librairie à Paul Delachaux, la papeterie et les éditions à Agnès Delachaux, fille d’Arthur, déjà impliquée depuis quelques années dans le choix des publications.
Le nombre de volumes vendus s’élève à 300 000 en 1945. L’entreprise dans son ensemble — imprimerie et édition — emploie une centaine de collaborateurs.
Confrontées à des problèmes structurels (vente de l'imprimerie, des magasins…), les éditions sont revendues en 1974 aux éditions SPES, à Lausanne, et dirigées par David Perret. En 1980, les titres  du fonds théologique et biblique sont rachetés par l'éditeur genevois Labor et Fides.
En 1992, la Camif devient actionnaire majoritaire. En 2003, La Martinière Groupe devient majoritaire. Le champ d’action porte sur des essais traitant des grandes questions environnementales actuelles et sur des lignes plus grand public. La maison d'édition est reprise par le groupe Média-Participations en décembre 2017.

En 2022, Delachaux et Niestlé célèbre son 140e anniversaire en s'associant avec l'artiste français Michaël Cailloux.

Le logo Delachaux et Niestlé avant 2018

### Ouvrages sur la pédagogie

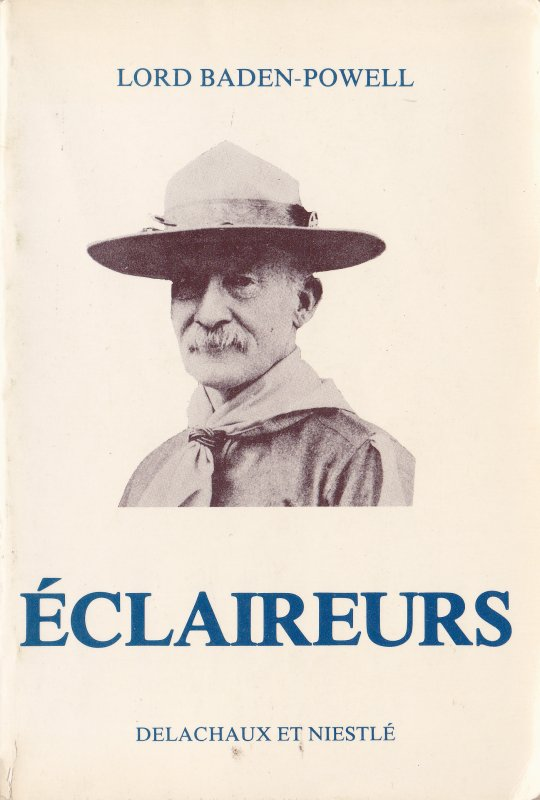
Éclaireurs, de Lord Baden-Powell, paru aux éditions Delachaux et Niestlé en 1912.

Puis la littérature côtoie la pédagogie (parution des Actualités pédagogiques en 1912, qui deviendront plus tard les Actualités pédagogiques et psychologiques), l'éducation, la psychologie et les sciences sociales. Elle édite notamment des auteurs comme René Zazzo, Célestin Freinet, Jean Piaget…
En 1912 les éditions Delachaux et Niestlé publient également sous le titre d'Éclaireurs, un programme d'éducation civique une édition francophone du livre de Baden-Powell, Scouting for boys (1908).

### Sciences naturelles
Le premier livre de sciences naturelles paraît en 1890 : Les champignons comestibles et les espèces vénéneuses, du pharmacien Fritz Leuba, illustré par 50 planches en chromolithographie.
1894 : parution de la Flore analytique de la Suisse de Paul Morthier et Les chants d'oiseaux d'Eugène Rambert (illustrés par Léo-Paul Robert).

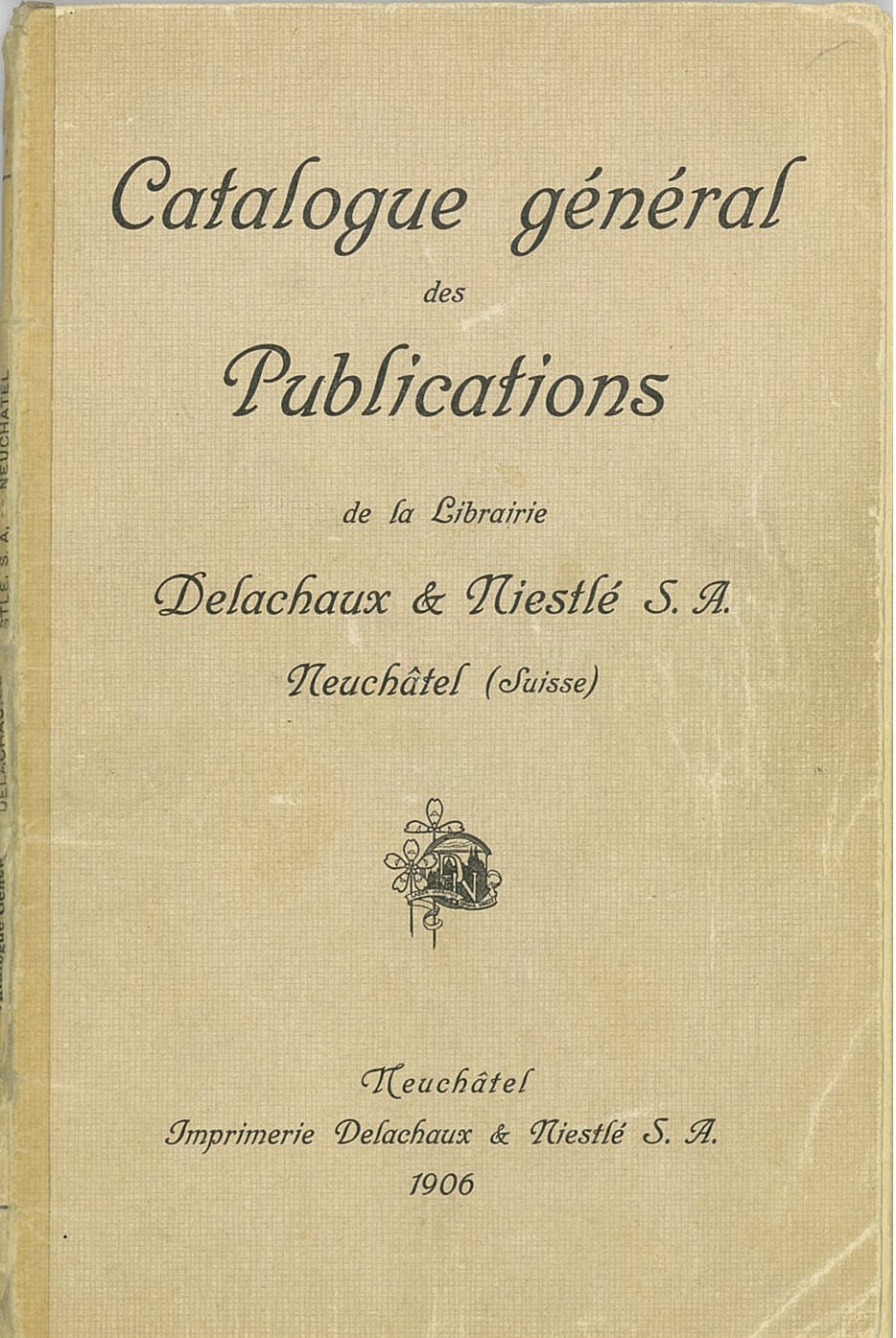

Delachaux et Niestlé publie surtout des ouvrages de littérature régionale, des albums lithographiés. Jusqu'au début du XXe siècle, la production ne représente qu'une demi-douzaine de titres par an.
Delachaux et Niestlé publie de porte-folios comme Les Oiseaux de la nature (1916), puis Les Oiseaux de chez nous (1929-1932), qui contient 135 aquarelles grandeur nature en quadri de Léo-Paul Robert (1851-1923).
1931 : parution des Chenilles de Léo-Paul Robert, à partir des 300 aquarelles qu'il exposa au Musée des Beaux-Arts de Berne en 1921.
Le fils de Léo Paul Robert, Paul-André Robert, naturaliste et peintre animalier, est quant à lui l'auteur de Papillons dans la nature (1934), avec 64 planches en couleurs, et des Insectes (1936-1937). Initialement paru en deux volumes, ce texte a pour ambition de faire découvrir l'entomologie à un vaste public. Cet ouvrage a été réédité en un seul tome et en format agrandi en 2001, et actualisé au niveau de la classification, par Jacques d'Aguilar, qui a réécrit une introduction à l'entomologie en tenant compte des données les plus récentes.
À côté de publications luxueuses, le premier ouvrage nature en format poche voit le jour en 1937 sous le nom « Les Beautés de la nature ». Cette collection à prix modéré connaît un certain succès avec des auteurs comme Robert Hainard, Paul Géroudet, Henry Correvon.

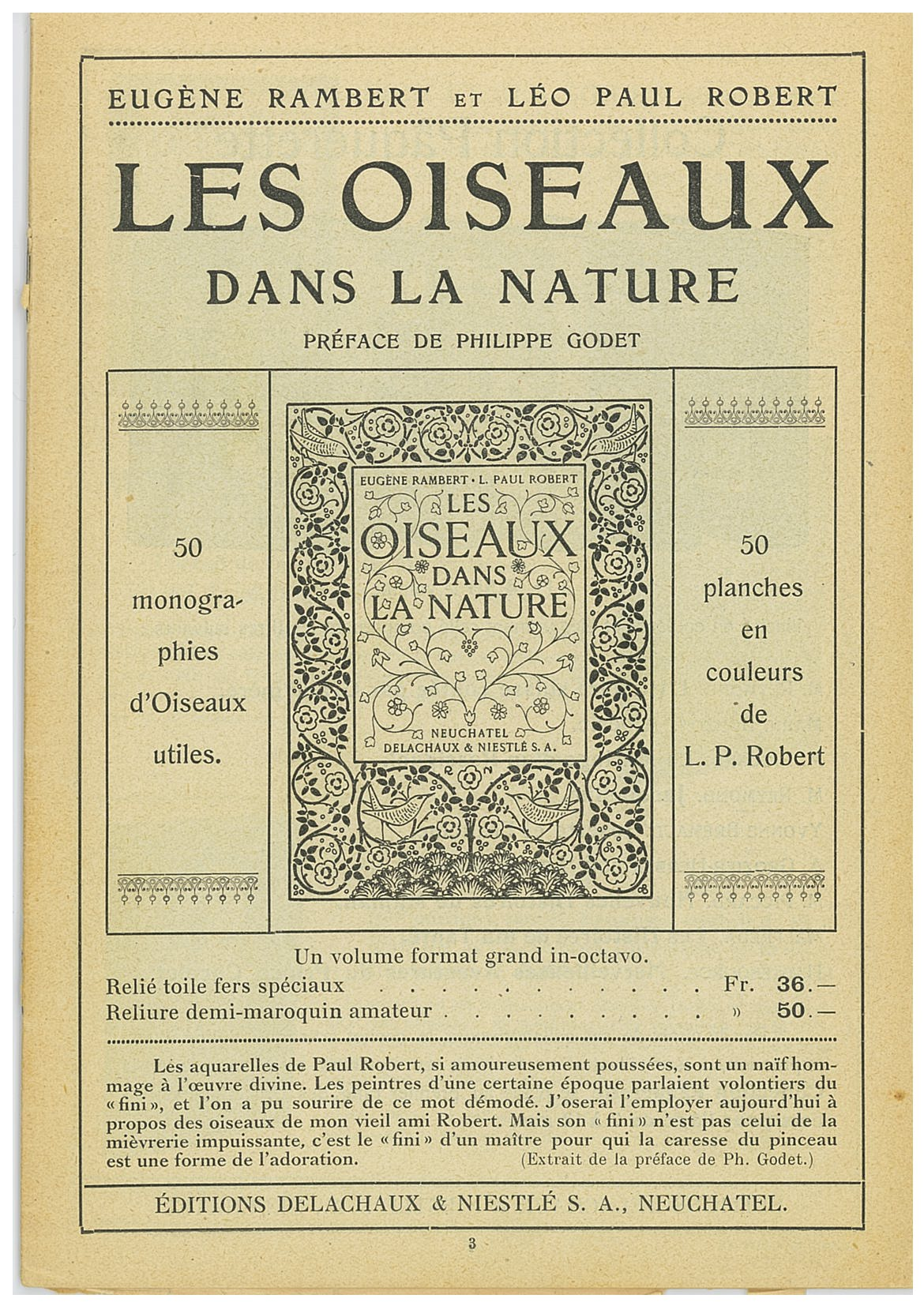

1948-1949 : publication de Mammifères sauvages d'Europe, de Robert Hainard. Sa quatrième édition a été publiée en 2002.

### Guide d'identification des oiseaux d'Europe
Les éditions Delachaux et Niestlé publient en 1954 la traduction, et surtout l'adaptation, par Paul Géroudet aux pays européens francophones d'un guide moderne d'identification des oiseaux d'Europe, intitulé Peterson (en référence à Roger Tory Peterson, son auteur aux côtés de Guy Mountfort et P.A.D. Hollom).
Le catalogue propose alors moins de 30 ouvrages nature parmi plus de 200 titres. Jean Dorst, alors titulaire d’une chaire au Muséum national d’Histoire naturelle de Paris, devient en 1962 directeur de la collection des « Guides du naturaliste », qui remplace « Les Beautés de la nature ».
1965 : Jean Dorst publie Avant que nature meure, cri d’alarme sur la dégradation de la nature. Écrit en une dizaine d'années, il sera vendu à 60 000 exemplaires pour la seule édition française et sera traduit en onze langues, ce qui ouvrit à Jean Dorst les portes de l'Académie des sciences.
1972 : parution d'Oiseaux d'Europe, d'Afrique du Nord et du Moyen-Orient de Hermann Heinzel, Richard Fitter et John Parslow, traduite en français par Michel Cuisin.

### Parution du Guide ornitho
1999 : parution du Guide ornitho (en) de Lars Svensson (en). Traduit en une vingtaine de langues (Guilhem Lesaffre pour la version française) et vendu à plus d’un million d'exemplaires en Europe depuis sa parution.
La dernière édition (2015), augmentée de 48 pages, décrit 41 nouvelles espèces et contient un grand nombre d'illustrations inédites. Elle prend en compte les changements taxonomiques qui ont eu lieu depuis la précédente édition.

## Auteurs publiés
- Robert Hainard
- Paul Géroudet
- Philippe J. Dubois
- Valérie Chansigaud
- Marc Duquet
- Benoît Grison
- Audrey Jougla
- Guilhem Lesaffre
- Vincent Albouy
- Marc Giraud
- Jean Dorst
- François Couplan
- Elise Rousseau
- Frédéric Denhez
- Michaël Cailloux